# Préfecture d'Osaka
Pour les articles homonymes, voir Osaka (homonymie).
Osaka (大阪府, Ōsaka-fu) est une préfecture du Japon située au centre-ouest de l'île de Honshū. La préfecture a une population de 8 778 035 habitants (le 1er avril 2022) et a une aire géographique de 1905 kilomètres carrés. Elle est limitrophe de la préfecture de Hyogo au nord-ouest, de la préfecture de Kyoto au nord, de la préfecture de Nara au sud-est, et de la préfecture de Wakayama au sud.

## Histoire
Avant la Restauration de Meiji, la région actuelle de la préfecture d'Osaka était divisée entre les provinces de Kawachi, Izumi,, ainsi que Settsu.
La préfecture d'Osaka a été créée le 21 juin 1868 au tout début de l'ère Meiji. Lors de l'instauration du Fuhanken Sanchisei en 1868, la préfecture a reçu le suffixe fu, la désignant comme une préfecture.
Le 1er septembre 1956, la ville d'Osaka est promue au rang de ville désignées par ordonnance gouvernementale et divisée en 24 arrondissements. Sakai devient la deuxième ville de la préfecture à être promue au rang de ville désignée par ordonnance gouvernementale le 1er avril 2006 et est divisée en 7 arrondissements.
En 2000, Fusae Ota devient la première femme gouverneur du Japon en remplaçant Knock Yokoyama, qui a démissionné après avoir été poursuivi pour harcèlement sexuel. Tōru Hashimoto, auparavant célèbre en tant que commentateur à la télévision est élu à ce poste en 2008 à l'âge de 38 ans, devenant ainsi le plus jeune gouverneur du Japon.
Le 18 juin 2018, un séisme touche la partie nord de la préfecture. Il cause 4 morts et des dégâts mineurs dans l'ensemble de l'agglomération d'Osaka.

## Géographie
La préfecture est limitrophe des préfectures de Kyoto et Hyōgo au nord, Nara à l'est et Wakayama au sud. Les fleuves Yamato et Yodo traversent la préfecture.
Avant la construction de l'aéroport international du Kansai, Osaka était la plus petite préfecture du Japon. L'île artificielle sur laquelle l'aéroport est construit a ajouté suffisamment de superficie pour la rendre légèrement plus grande que la préfecture de Kagawa,.
Au 1er avril 2012, 11% de la superficie totale de la préfecture étaient désignés comme parc national, à savoir les parcs quasi-nationaux Kongō-Ikoma-Kisen et Meiji no Mori Minō, ainsi que les parcs naturels préfectoraux Hokusetsu et Hannan-Misaki.

### Villes
Depuis 2005, Osaka compte 43 municipalités: 33 villes, 9 bourgs et un village. En 2021, les 33 villes incluent deux villes désignées majeures, sept villes noyaux et deux villes spéciales.
| Drapeau, nom sans suffixe | Nom complet | Nom complet          | District (-gun) | Superficie (km2) | Population | Carte | code LPE (sans pref. [27...], checksum [-x]) |
| Drapeau, nom sans suffixe | Japonais    | transcription        | District (-gun) | Superficie (km2) | Population | Carte | code LPE (sans pref. [27...], checksum [-x]) |
| ------------------------- | ----------- | -------------------- | --------------- | ---------------- | ---------- | ----- | -------------------------------------------- |
| Daitō                     | 大東市      | Daitō-shi            | –               | 18.27            | 119,329    |       | 218                                          |
| Fujiidera                 | 藤井寺市    | Fujidera-shi         | –               | 8.89             | 65,075     |       | 226                                          |
| Habikino                  | 羽曳野市    | Habikino-shi         | –               | 26.44            | 113,256    |       | 222                                          |
| Hannan                    | 阪南市      | Hannan-shi           | –               | 36.1             | 55,798     |       | 232                                          |
| Higashiōsaka              | 東大阪市    | Higashi-Ōsaka-shi    | –               | 61.78            | 495,011    |       | 227                                          |
| Hirakata                  | 枚方市      | Hirakata-shi         | –               | 65.08            | 401,449    |       | 210                                          |
| Ibaraki                   | 茨木市      | Ibaraki-shi          | –               | 76.52            | 280,562    |       | 211                                          |
| Ikeda                     | 池田市      | Ikeda-shi            | –               | 22.09            | 103,028    |       | 204                                          |
| Izumi                     | 和泉市      | Izumi-shi            | –               | 84.98            | 186,370    |       | 219                                          |
| Izumiōtsu                 | 泉大津市    | Izumi-Ōtsu-shi       | –               | 13.36            | 75,398     |       | 206                                          |
| Izumisano                 | 泉佐野市    | Izumi-Sano-shi       | –               | 55.03            | 100,649    |       | 213                                          |
| Kadoma                    | 門真市      | Kadoma-shi           | –               | 12.28            | 124,516    |       | 223                                          |
| Kaizuka                   | 貝塚市      | Kaizuka-shi          | –               | 43.99            | 88,345     |       | 208                                          |
| Kashiwara                 | 柏原市      | Kashiwara-shi        | –               | 25.39            | 76,383     |       | 221                                          |
| Katano                    | 交野市      | Katano-shi           | –               | 25.55            | 76,383     |       | 230                                          |
| Kawachinagano             | 河内長野市  | Kawachi-Nagano-shi   | –               | 109.61           | 105,872    |       | 216                                          |
| Kishiwada                 | 岸和田市    | Kishiwada-shi        | –               | 72.68            | 197,629    |       | 202                                          |
| Matsubara                 | 松原市      | Matsubarashi         | –               | 16.66            | 121,125    |       | 217                                          |
| Minoh                     | 箕面市      | Minoo-shi            | –               | 47.84            | 134,435    |       | 220                                          |
| Moriguchi                 | 守口市      | Moriguchi-shi        | –               | 12.73            | 143,877    |       | 209                                          |
| Neyagawa                  | 寝屋川市    | Neyagawa-shi         | –               | 24.73            | 236,758    |       | 215                                          |
| Osaka (capitale)          | 大阪市      | Ōsaka-shi            | –               | 225.21           | 2,668,586  |       | 100                                          |
| Ōsakasayama               | 大阪狭山市  | Ōsaka-Sayama-shi     | –               | 11.86            | 57,993     |       | 231                                          |
| Sakai                     | 堺市        | Sakai-shi            | –               | 149.82           | 828,741    |       | 140                                          |
| Sennan                    | 泉南市      | Sennan-shi           | –               | 48.48            | 62,076     |       | 228                                          |
| Settsu                    | 摂津市      | Settsu-shi           | –               | 14.88            | 85,290     |       | 224                                          |
| Shijōnawate               | 四條畷市    | Shijōnawate-shi      | –               | 18.74            | 55,832     |       | 229                                          |
| Suita                     | 吹田市      | Suita-shi            | –               | 36.11            | 378,322    |       | 205                                          |
| Takaishi                  | 高石市      | Takaishi-shi         | –               | 11.35            | 56,583     |       | 225                                          |
| Takatsuki                 | 高槻市      | Takatsuki-shi        | –               | 105.31           | 350,914    |       | 207                                          |
| Tondabayashi              | 富田林市    | Tondabayashi-shi     | –               | 39.66            | 112,993    |       | 214                                          |
| Toyonaka                  | 豊中市      | Toyonaka-shi         | –               | 36.38            | 396,014    |       | 203                                          |
| Yao                       | 八尾市      | Yaoshi               | –               | 41.71            | 268,013    |       | 212                                          |
| Chihaya Akasaka           | 千早赤阪村  | Chihaya-Akasaka-mura | Minamikawachi   | 37.38            | 5,467      |       | 383                                          |
| Kanan                     | 河南町      | Kanan-chō            | Minamikawachi   | 25.26            | 16,027     |       | 382                                          |
| Taishi                    | 太子町      | Taishi-chō           | Minamikawachi   | 14.17            | 13,634     |       | 381                                          |
| Kumatori                  | 熊取町      | Kumatori-chō         | Sennan          | 17.23            | 43,988     |       | 361                                          |
| Misaki                    | 岬町        | Misakichō            | Sennan          | 49.08            | 16,267     |       | 366                                          |
| Tajiri                    | 田尻町      | Tajiri-chō           | Sennan          | 4.96             | 8,377      |       | 362                                          |
| Nose                      | 能勢町      | Nose-chō             | Toyono          | 98.68            | 9,971      |       | 322                                          |
| Toyono                    | 豊能町      | Toyono-chō           | Toyono          | 34.37            | 19,519     |       | 321                                          |
| Shimamoto                 | 島本町      | Shimamoto-chō        | Mishima         | 16.78            | 29,970     |       | 301                                          |
| Tadaoka                   | 忠岡町      | Tadaoka-chō          | Senboku         | 4.03             | 17,187     |       | 341                                          |
| Osaka                     | 大阪府      | Ōsaka-fu             | –               | 1,905.14         | 8,823,358  |       | 000 ISO: JP-27                               |

## Économie
Osaka étant la troisième plus grande ville du Japon, de nombreuses compagnies y sont basées.
Toutefois, entre 1989 et 2016, les revenus fiscaux de la préfecture ont diminué de moitié, passant de 835,2 milliards à 408 milliards de yens.

## Démographie
Selon un recensement de la population du Japon de 2022, la préfecture d'Osaka compte une population de 8 778 035 habitants, soit une diminution d'environ 10 000 personnes par rapport au recensement en 2010.
En 2022, cette préfecture compte environ 93 000 personnes d'origine coréenne, la plus grande population de ce type parmi toutes les préfectures du Japon. En 2013, la plupart des enfants d'origine coréenne fréquentent des écoles publiques japonaises ordinaires, bien que certaines écoles coréennes gérées par le Chongryon et des classes pour les Coréens ethniques aient été ouvertes dans la préfecture. Pendant l'occupation japonaise de la Corée, de nombreux Coréens ethniques sont venus dans la région d'Osaka pour chercher du travail. De nombreuses personnes originaires de Jeju sont arrivées dans la région d'Osaka après l'ouverture d'une ligne de ferry entre Osaka et Jeju en 1922. Pendant la Seconde Guerre mondiale, les autorités japonaises ont forcé d'autres Coréens ethniques à s'installer dans la région d'Osaka.

## Culture

### Temples et sanctuaires
- Shi Tennō-ji
- Kanshin-ji
- Sumiyoshi-taisha

### Musées
- Musée national d'ethnologie
- Musée en plein air des fermes japonaises

## Sports
Les équipes listées ci-dessous sont basées à Osaka.

### Baseball
- Orix Buffaloes
- Hanshin Tigers

### Basketball
- Osaka Evessa

### Football
- Cerezo Osaka (J1 League)
- FC Osaka (J3 League)
- Gamba Osaka (J1 League)

### Rugby
- Red Hurricanes Osaka
- Hanazono Liners

### Volleyball
- Osaka Blazers Sakai
- Osaka Bluteon
- Suntory Sunbirds

## Éducation
Les écoles élémentaires et secondaires publiques de la préfecture sont gérées par les municipalités. Les lycées publics sont gérés par le Conseil préfectoral de l'éducation d'Osaka.

### Universités dans la préfecture d'Osaka
- Université de médecine du Kansai (Moriguchi, Osaka, Hirakata)
- Université d'Osaka (Toyonaka et Suita)
- Université Osaka Kyoiku  (Kashiwara)
- Université Osaka Sangyo (Daitō)
- Université du Kansai (Suita, Takatsuki, Osaka)
- Université du Commerce d'Osaka (Higashiōsaka)
- Université des arts d'Osaka (Kanan)
- Université des sciences économiques d'Osaka (Osaka)
- Université internationale de Hagoromo (Sakai)
- Université Kindai (Higashiōsaka)
- Université métropolitaine d'Osaka (Osaka)
- Université de Kansai Gaidai (Hirakata)

## Tourisme
- Universal Studios Japan
- Aquarium Kaiyukan
- Tsūtenkaku
- Umeda Sky Building
- Château d'Osaka
- Kishiwada Danjiri Matsuri

## Trafic
- Aéroport international du Kansai
- Aéroport international d'Osaka

## Municipalités jumelées
La préfecture d'Osaka est jumelée avec les municipalités ou régions suivantes :
- Shanghai (Chine) depuis le 21 novembre 1980 ;
- Java oriental (Indonésie) depuis le 26 novembre 1984 ;
- Dubaï (Émirats arabes unis) depuis le 29 octobre 2002 ;
- Hô Chi Minh-Ville (Viêt Nam) depuis le 25 octobre 2007 ;
- Queensland (Australie) depuis le 4 mai 1988 ;
- Val-d'Oise (France) depuis le 21 juillet 1987 ;
- Lombardie (Italie) depuis le 9 juillet 2002 ;
- Kraï du Primorié (Russie) depuis le 8 décembre 1992 ;
- Californie (États-Unis) depuis le 15 novembre 1994.